# D-Moll
D mol is een Montenegrijns muzikaal sextet. 

## Biografie
D mol werd in 2018 opgericht op aansturen van Danijel Alibabić, voormalig zanger van de band No Name. Hij bracht zes van de studenten uit zijn muziekschool samen, specifiek om deel te nemen aan de Montenegrijnse preselectie voor het Eurovisiesongfestival in het daarop volgende jaar. Met het nummer Heaven wist D mol, toen nog D-Moll genaamd, de nationale finale te winnen, waardoor het Montenegro mocht vertegenwoordigen op het Eurovisiesongfestival 2019 in Tel Aviv. Daar strandde de groep in de halve finale.
2007: Stevan Faddy · 
2008: Stefan Filipović · 
2009: Andrea Demirović · 
2012: Rambo Amadeus · 
2013: Who See feat. Nina Žižić · 
2014: Sergej Ćetković · 
2015: Knez · 
2016: Highway · 
2017: Slavko Kalezić · 
2018: Vanja Radovanović · 
2019: D Mol · 
2022: Vladana · 
2025: Nina Žižić